# Pălărie tiroleză

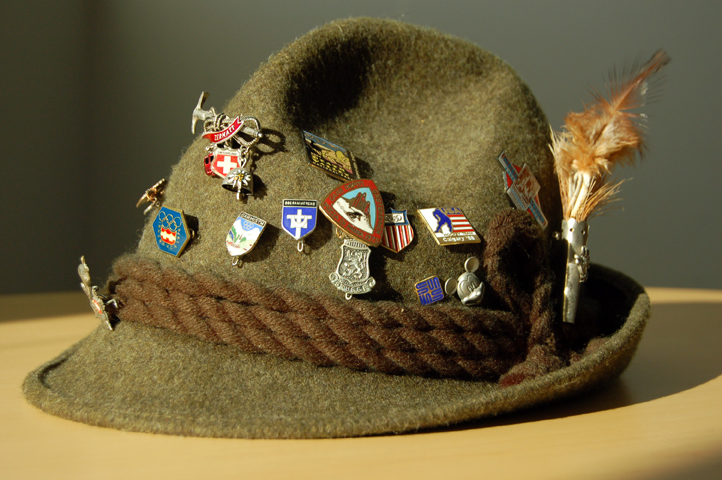
Pălărie tiroleză cu insigne de drumeție

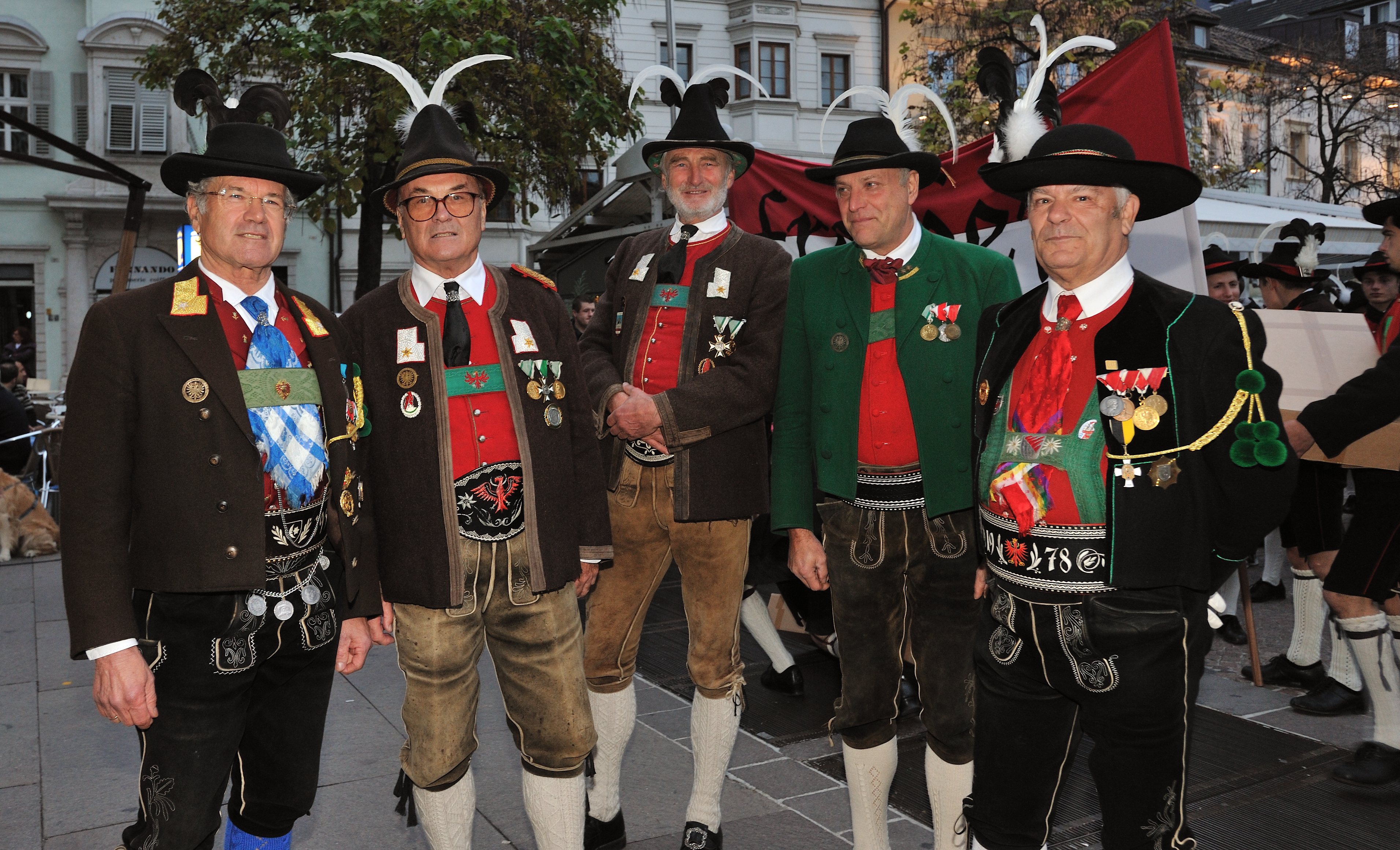
purtând pălării tradiționale în stiluri diferite ca parte a costumului lor popular, de la stânga la dreapta: Bolzano (Bozen), Tirolul de Sud; Lienz, Tirolul de Est; Abfaltersbach, Tirolul de Est; Kaltern, Tirolul de Sud; Jenesien, Tirolul de Sud. (comandanți)

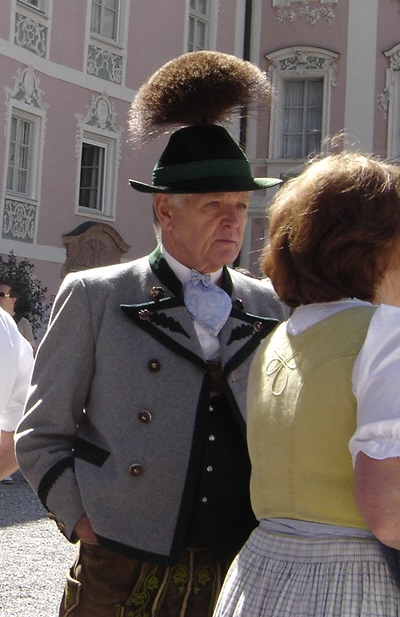
Pălărie tiroliană cu un penaj extravagant gamsbart

Pălăria tiroleză (în germană Tirolerhut, în italiană cappello alpino), denumită, de asemenea, pălărie bavareză sau pălărie alpină, este un tip de acoperământ al capului care provenea inițial din regiunea Tirol, aflată în Munții Alpi și divizată acum între Austria, Germania, Italia și Elveția. Ea este un element esențial și distinctiv al portului popular local (denumit tracht⁠(d)).

## Descriere
O pălărie tiroleză tipică este confecționată din pâslă verde și avea inițial o coroană care se îngusta până la un vârf și un bor⁠(d) aproximativ de lățimea unei mâini, ceva ce era obișnuit în special în Zillertal, o vale tirolează din Austria.
Pe lângă faptul că variază ca formă și lățime a borurilor, pălăriile sunt decorate în mod caracteristic cu o bandă⁠(d) colorată cu șnur și cu un mănunchi de flori, smoc de pene sau de păr pe partea laterală a coroanei. Smocul tradițional de păr, cunoscut sub numele de gamsbart, este făcută din părul de pe gâtul caprei negre. Un smoc mare și arătos poate conține mii de fire de păr și poate costa între 2.500 și 3.000 de dolari americani. El are o varietate de forme și poate fi adesea combinat cu pene.

## Istoric
În secolele al XIX-lea și al XX-lea costumele tiroleze au dobândit un anumit grad de uniformitate în ceea ce privește aspectul lor. Modele variate de pălării tiroleză au supraviețuit încă din anii 1830/1840 în satele tradiționale din regiunea Tirol, deși erau asemănătoare cu cele ale modei contemporane. Aceste forme originale variază de la pălăriile înalte, cu boruri relativ înguste, din Tirolul de Nord, care au fost înfundate în partea de sus, până la pălăriile joase, cu boruri largi, din subregiunea viticolă Tirolul de Sud.
Mai târziu, pălăria tiroleză a devenit simbolul turistic al „culturii tiroleze”, fiind foarte populară la serbările folclorice și la festivalurile de bere, precum Oktoberfest de la München, și a fost influențată de membrii trupelor de muzică populară care purtau costume „locale” fanteziste. Muzicianul Billy Mo a scris în 1962 o melodie numită „Ich kauf’ mir lieber einen Tirolerhut⁠(d)” („Prefer să cumpăr o pălărie tiroleză”), care a consolidat legătura dintre pălărie și muzica populară (fanfară) tradițională alpină. În 1965 a fost lansat un film musical de comedie cu același titlu.
Pălăria tiroleză a devenit și mai cunoscută datorită regelui Eduard al VIII-lea al Marii Britanii, care, după abdicarea sa, a poposit frecvent în regiunea austriacă Stiria și a purtat adesea o pălărie în stil tirolez, care nu provenea totuși din acea regiune. Se spune că pălăria tiroleză a fost inspirația modelului de pălării homburg⁠(d), care a fost popularizat dincolo de regiunea sa natală germanică de către bunicul său, regele Eduard al VII-lea.

## Galerie

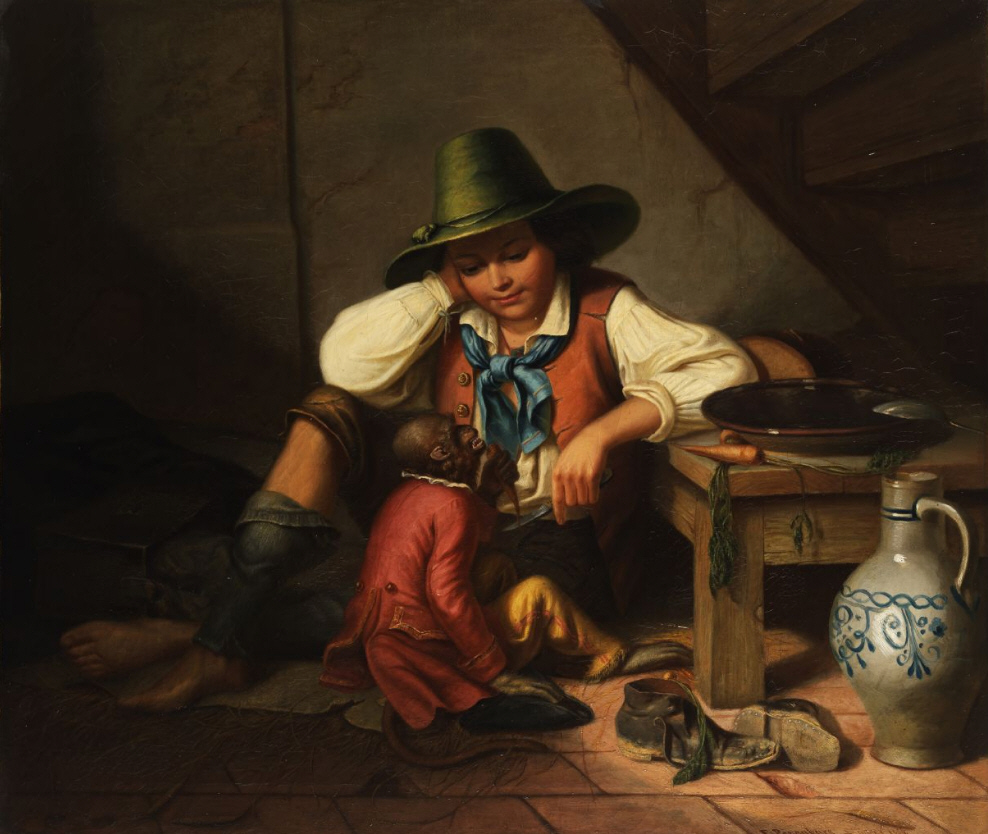
Băiat cu pălărie tiroleză și maimuță (Knabe mit Tirolerhut und Äffchen). Ulei pe pânză, c. 1834
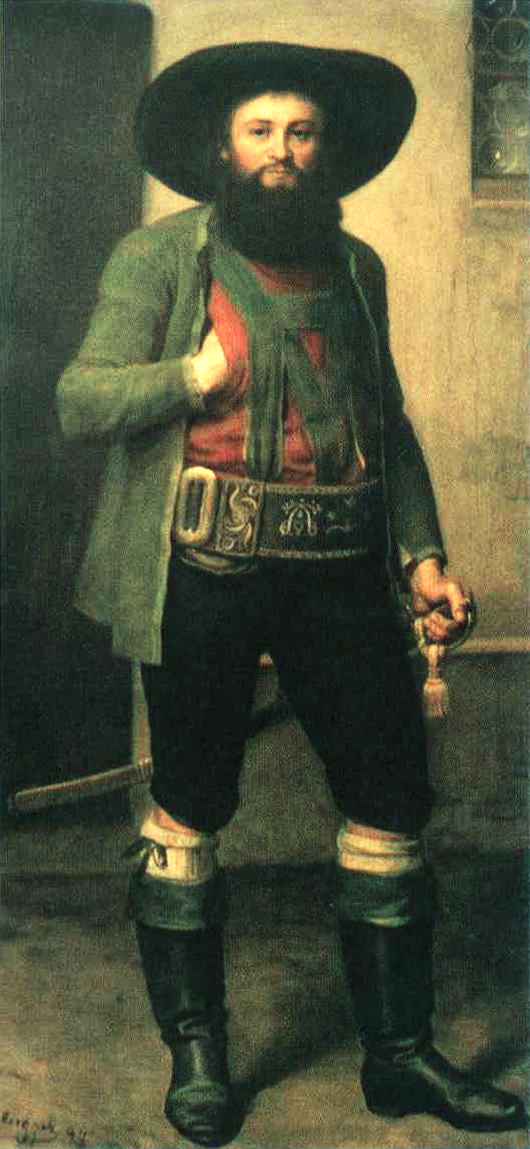
Andreas Hofer, purtând o pălărie plată, cu boruri largi, de tip sud-tirolez (portret postum, mijlocul secolului al XIX-lea)
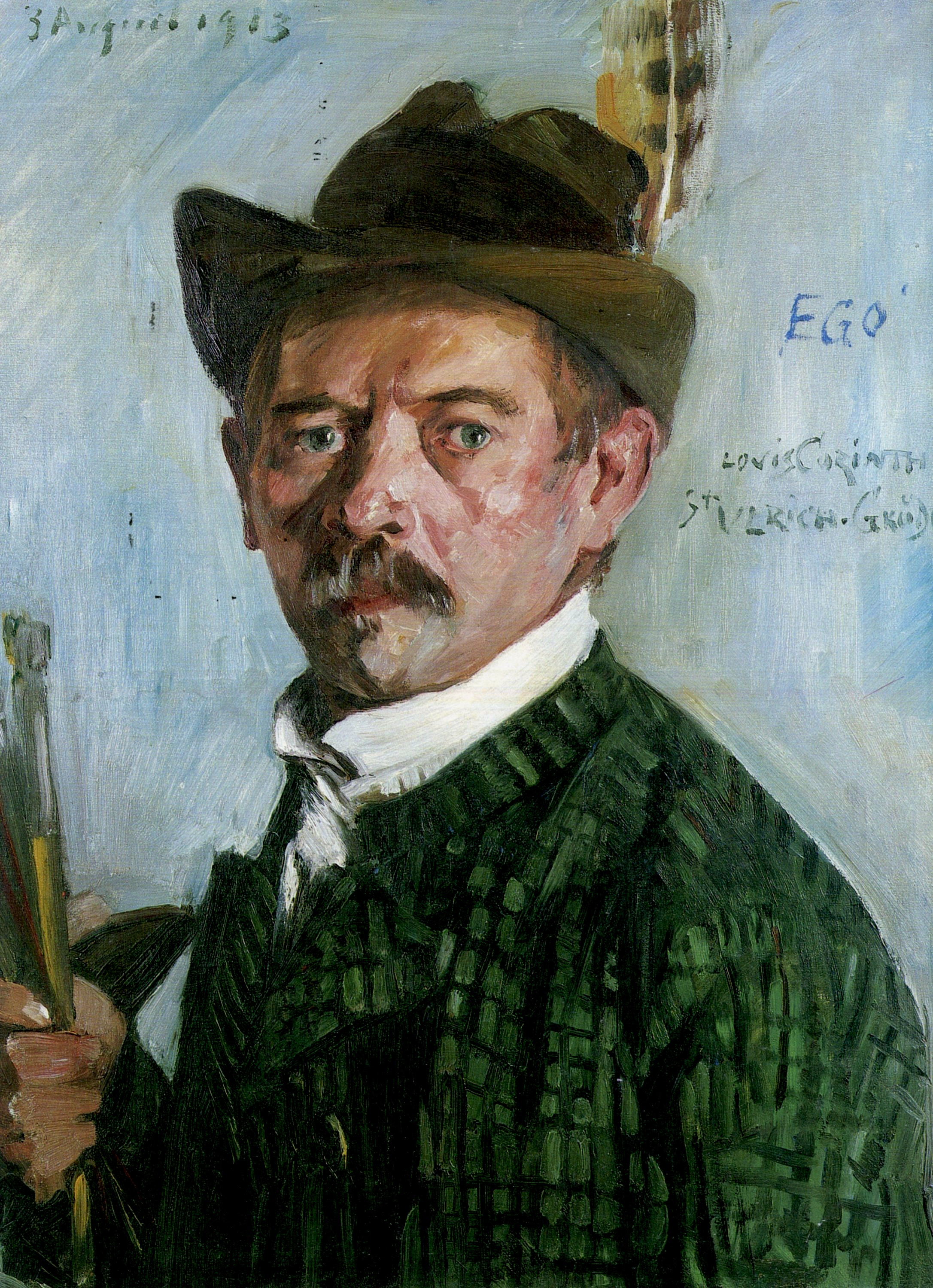
Autoportret cu pălărie tiroleză (Selbstporträt mit Tiroler Hut), Lovis Corinth
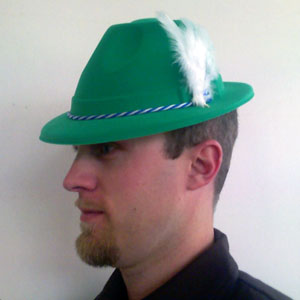
Versiune simplă, de petrecere, a pălăriei tiroleze
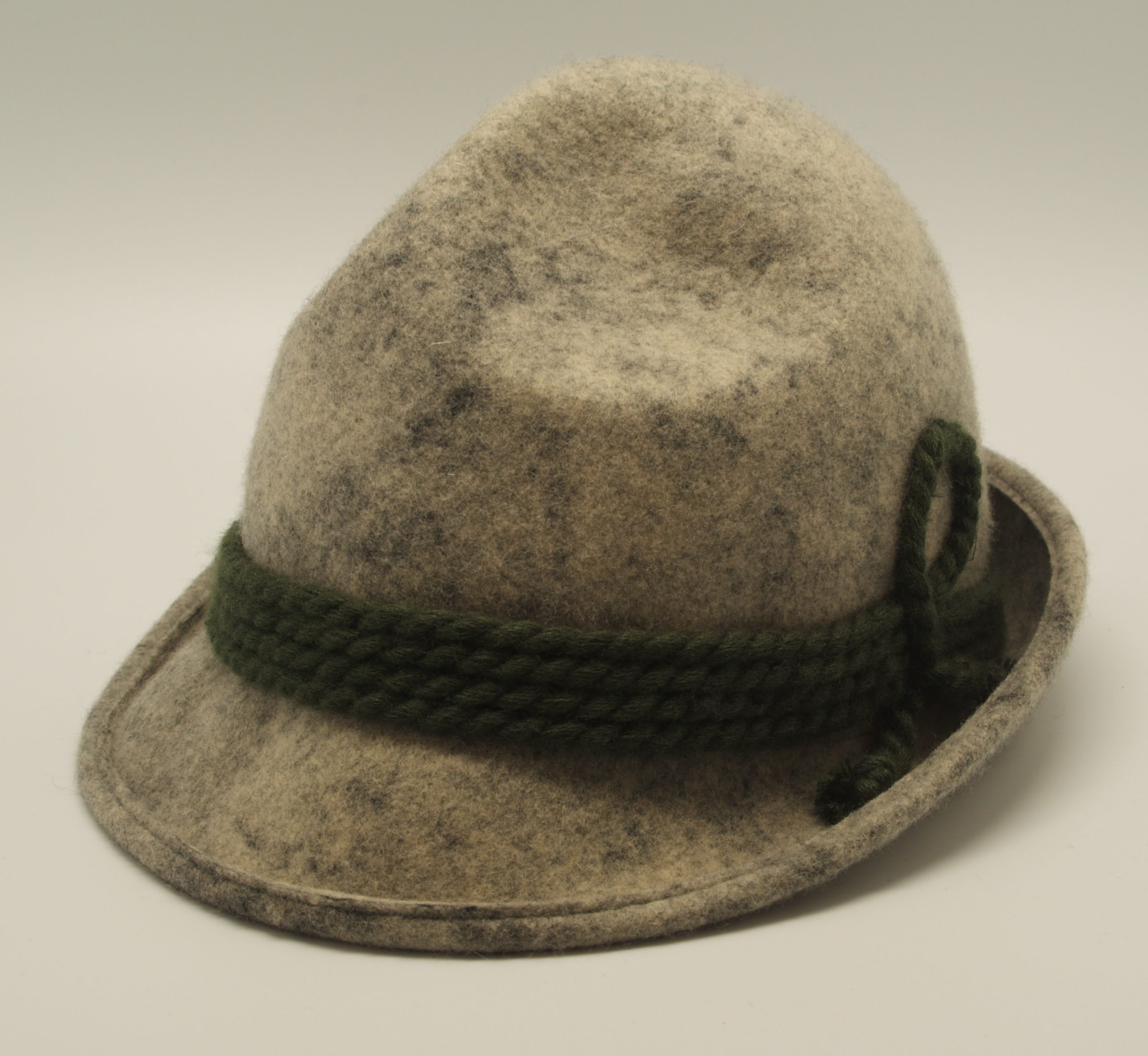
Variantă gri a pălăriei tiroleze